# Rally Cross
Rally Cross es un videojuego de carreras desarrollado por Sony Interactive Studios America y publicado por Sony Computer Entertainment para PlayStation. En 1998 se lanzó una secuela titulada Rally Cross 2.

## Jugabilidad
Un juego de carreras de rally caótico y animado. Uno de los aspectos de este juego que lo diferenciaba de otros juegos en ese momento era la variedad del terreno. No sólo es todoterreno, sino que el recorrido está lleno de saltos, caídas, horquillas y curvas fuera de curvatura. En consecuencia, es muy común que el coche dé vueltas. Al presionar los botones laterales, el jugador puede mover el auto hacia la izquierda o hacia la derecha. Para volver a ponerse los neumáticos, el usuario debe cronometrar el balanceo del automóvil para volver a colocarlo en posición vertical.
Cualquiera de los recorridos se puede correr hacia adelante o hacia atrás, y hay un modo de temporada, así como el modo de carrera única. Para aumentar el caos, hay un modo suicida en el que corres en la dirección opuesta a los otros coches. Hasta 4 jugadores pueden jugar en modo de pantalla dividida. Las pistas incluyen un circuito estrecho tipo estadio, una mina abandonada, una jungla y un desierto.
Un truco para aumentar el rendimiento es que los botones que hacen girar el automóvil en posición vertical también se pueden usar para evitar que se gire en curvas cerradas. Barro, tierra, nieve y agua se levantan detrás del automóvil para agregar un toque gráfico. Los coches del juego no son vehículos con licencia.
El juego admite hasta cuatro jugadores a través de una pantalla dividida.

## Recepción
Los críticos generalmente compararon el juego con Sega Rally Championship, identificando la principal diferencia con el juego de Sega como las consecuencias más dramáticas de conducir sobre terreno desfavorable, lo que resulta en un énfasis en la conducción cuidadosa en lugar de la velocidad. Las opiniones sobre este aspecto del juego variaron. Kraig Kujawa, que revisó Rally Cross tanto en Electronic Gaming Monthly como en GamePro, lo elogió como una innovación importante para el género de carreras y consideró que hace el juego es más realista y crea un desafío más inteligente. El co-revisor de "EGM" de Kujawa, Dean Hager, señaló que resulta en carreras más lentas, pero estuvo de acuerdo en que la experiencia general es más desafiante y en general mejor que Sega Rally Championship. Un crítico de Next Generation se hizo eco de Hager hasta cierto punto: "¿Qué El juego carece de velocidad absoluta, pero se compensa con creces con la estrategia necesaria para seleccionar la mejor línea a través de las pistas onduladas". Sin embargo, argumentó que la facilidad con la que se voltean los autos no es realista y resulta en una curva de aprendizaje frustrantemente pronunciada, y concluyó que la jugabilidad finalmente queda en segundo lugar después de la de Sega Rally Championship. Dr. Zombie de GamePro adoptó una posición bastante neutral y señaló que el estilo de carrera único se puede dominar, pero podría resultar decepcionante para los jugadores a quienes les gustan las carreras de alta velocidad.
Los críticos elogiaron casi unánimemente los gráficos detallados y el alto nivel de rejugabilidad resultante de la gran cantidad de pistas, variedad de vehículos, numerosos modos y capacidad para cuatro jugadores.